# Балталия
Балталия (на македонска литературна норма: Балталија) е село в Община Щип, Северна Македония.

## География
Балталия е селце, разположено на юг от град Щип по долината на река Лакавица.

## История
В XIX век Балталия е малко смесено българо-турско село в Щипска кааза на Османската империя. Според статистиката на Васил Кънчов („Македония. Етнография и статистика“) от 1900 година Балталия има 30 жители българи християни и 40 турци.
Цялото християнско население на селото е под върховенството на Българската екзархия. В статистиката на секретаря на екзархията Димитър Мишев от 1905 година („La Macédoine et sa Population Chrétienne“) Балталия (Baltalija) има 32 българи екзархисти.
След Междусъюзническата война в 1913 селото остава в Сърбия.